# Mariehälls gård

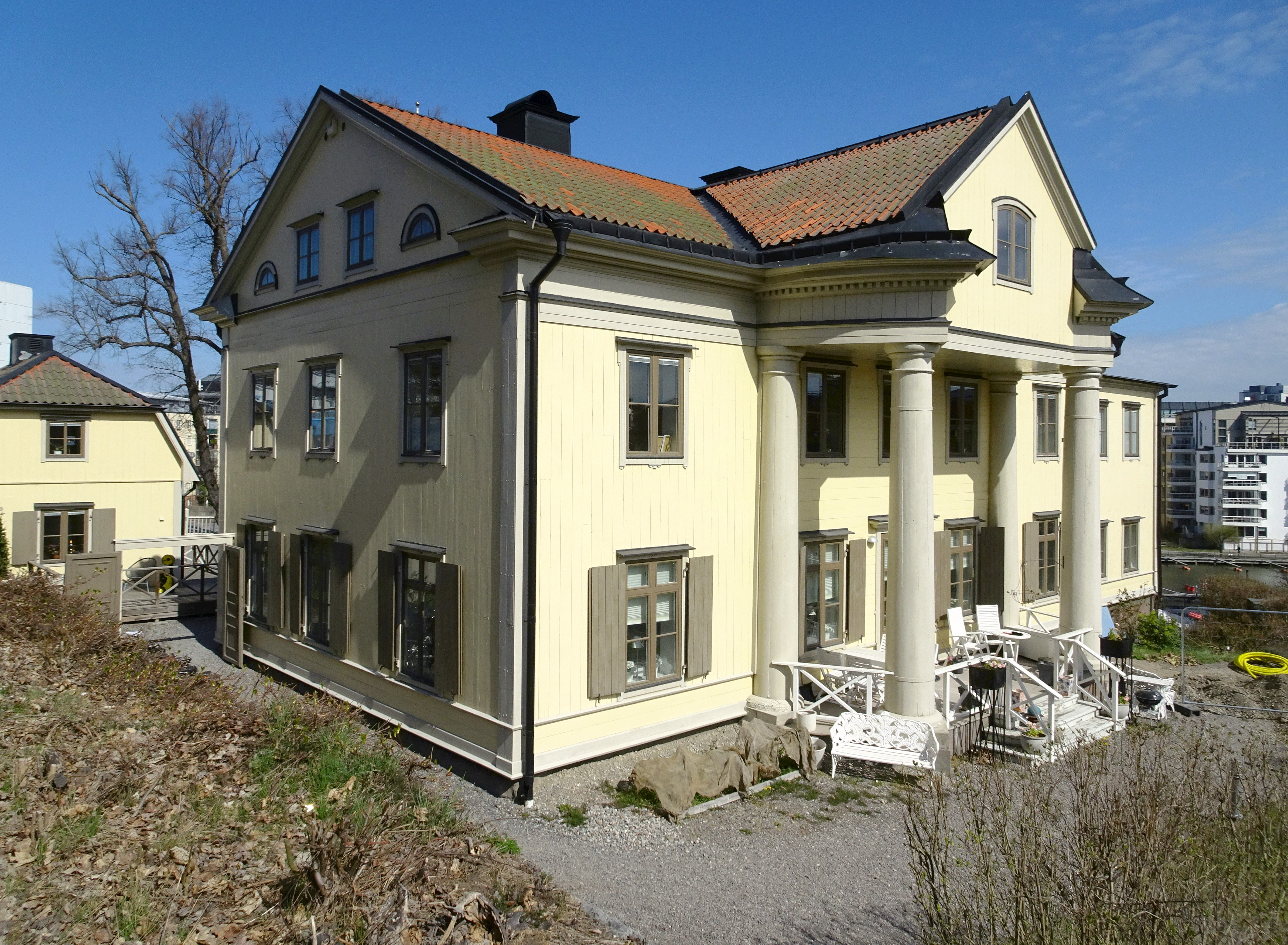
Huvudbyggnaden i april 2019.

Mariehälls gård är en herrgård belägen i stadsdelen Mariehäll i Bromma socken i Västerort, Stockholms kommun. Gården ligger i hörnet Bällstavägen / Mariehällsvägen strax intill Bällsta bro. Fastigheten är blåmärkt av Stadsmuseet i Stockholm, vilket innebär att den utgör "synnerligen höga kulturhistoriska värden".

## Byggnaden

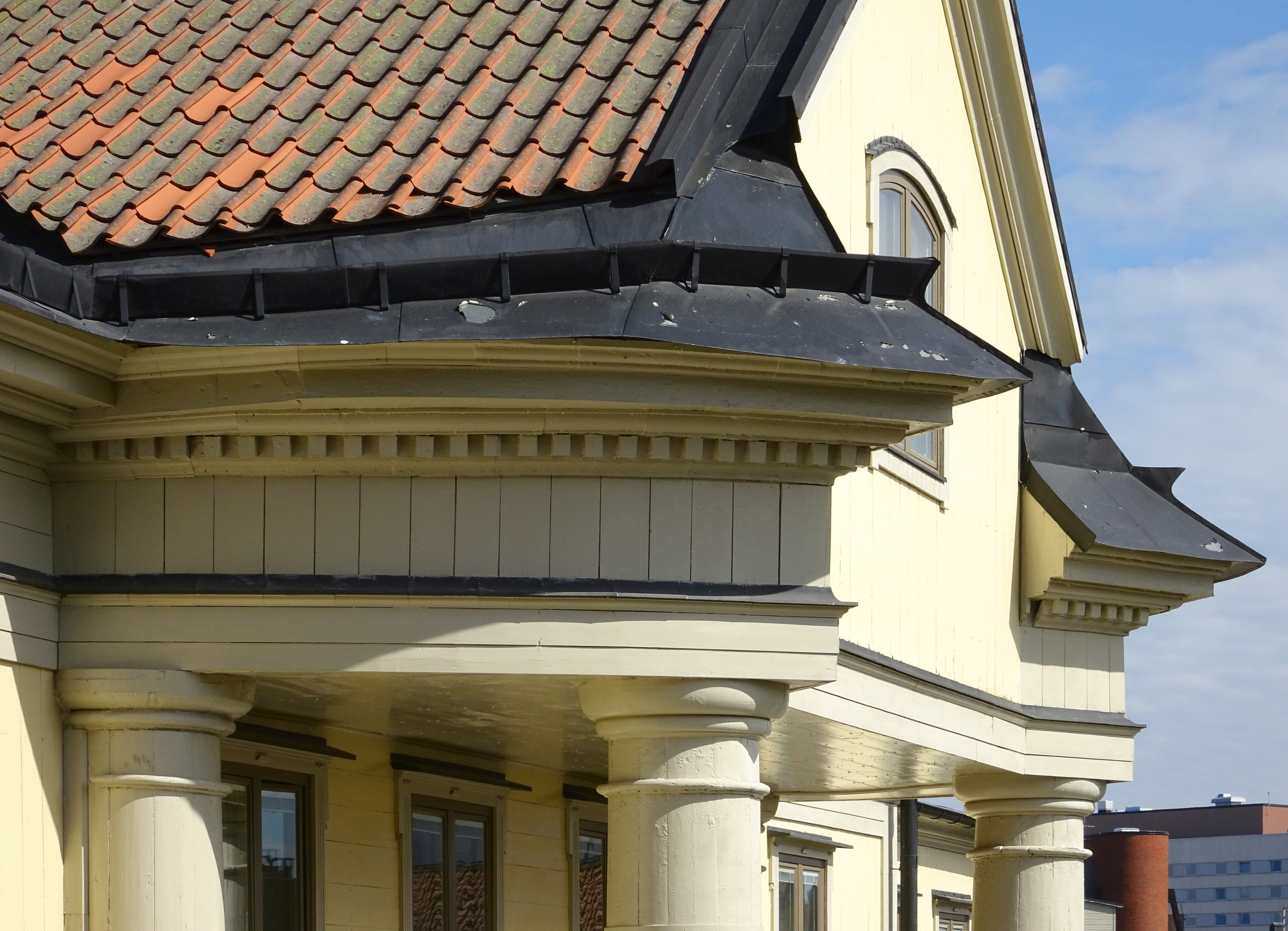
Fasaddetalj, frontonen och kolonnerna.

Mariehälls gård uppfördes 1790 på uppdrag av änkan till garvaren Melchior Eichhorn, Maria Elisabeth Wetterberg. Den förmögne Melchior Eichhorn drev garveri på Kungsholmen i Stockholm och var sämskmakare och saffianshandlare. I köpekontraktet av den 5 maj 1781 betonade Jonas Arnell att belägenheten var ”nästan den vackraste wid hela Bällsta Egendomen” och önskade att Melchior Eichhorn skulle uppföra en mangårdsbyggnad som kunde ersätta ”den snart förfallande Sätesbyggnaden vid Bällsta”. Melchior Eichhorn själv hann bara resa de båda flyglarna och njuta av några somrar där innan han gick bort. De är uppförda i ”typisk” 1700-talsstil. Änkan, Maria Wetterberg och sonen, Christoffer Eichhorn, uppförde några år senare mangårdsbyggnaden som därmed har drag av nyklassicism.
Byggnaden har enligt förre stadsantikvarien Gösta Selling en "originell" fronton som påminner om ett barockaltare. Huvudbyggnadens märkliga portik är, liksom resten av gårdsanläggningen, byggd i trä. Den består av toskanska kolonner, som bär en tvärt avhuggen, halvcirkelformad överbyggnad. Överbyggnaden rymmer ett välvt rum och är av allt att döma ursprunglig. Den har en likhet med en akterspegel och ligger sannolikt bakom en uppgift att amiralen och skeppsbyggaren Fredrik Henrik af Chapman skulle ha byggt gården. Men vem de facto är arkitekt är okänt. Verandan mot ån uppfördes när kabinettskammarherren, greve Axel Ture Gabriel Oxenstierna (1823–1875) ägde Mariehälls gård åren 1863–1875 och hade den som sommarnöje.

## Ägarna

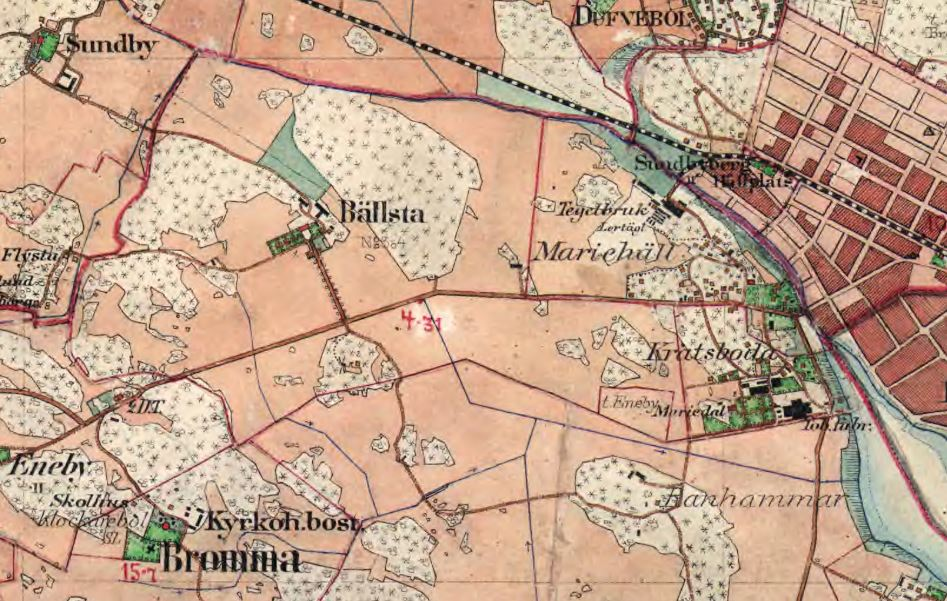
Mariehäll och Bällsta gård på Häradsekonomiska kartan 1901.

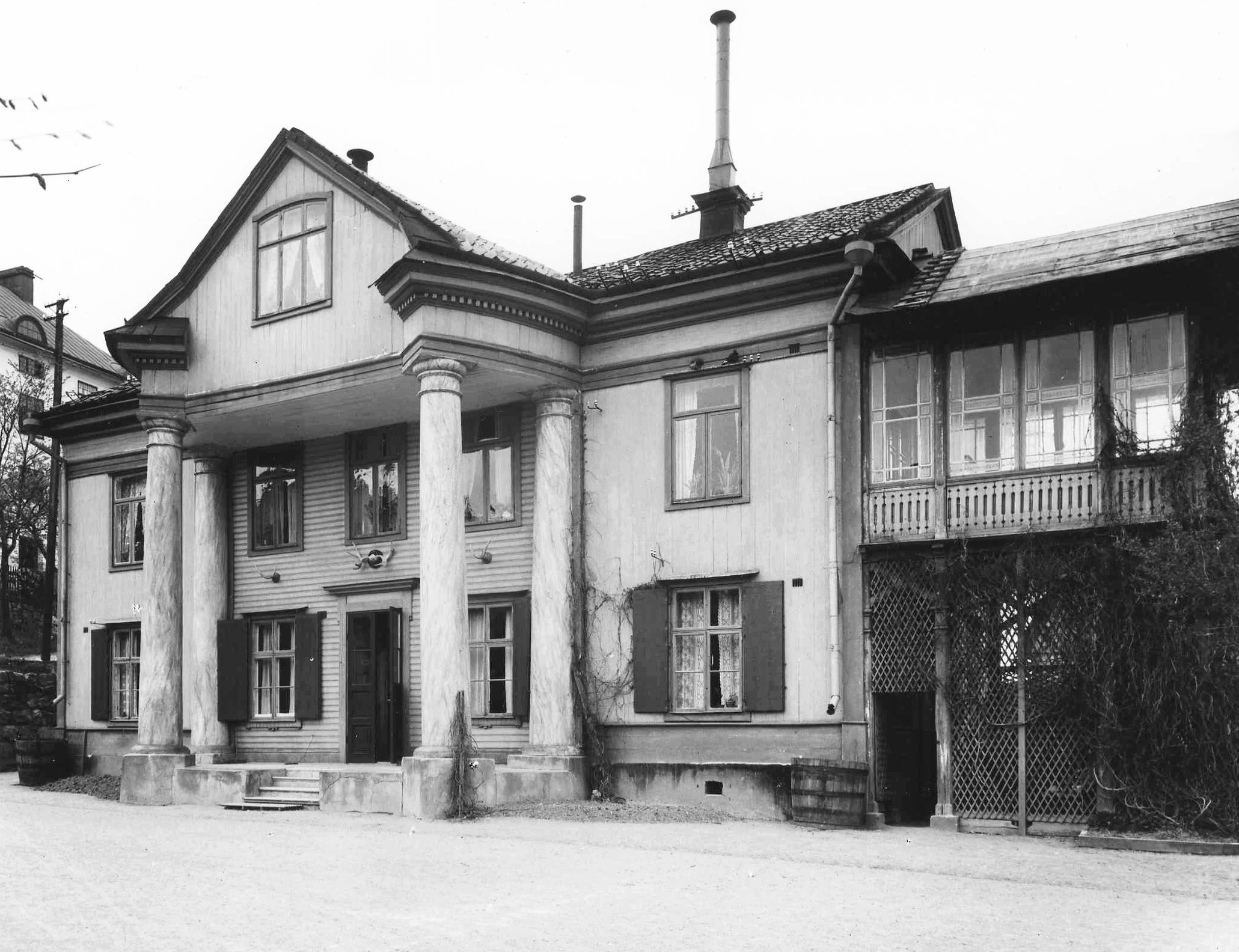
Mariehälls gård, 1930-tal.

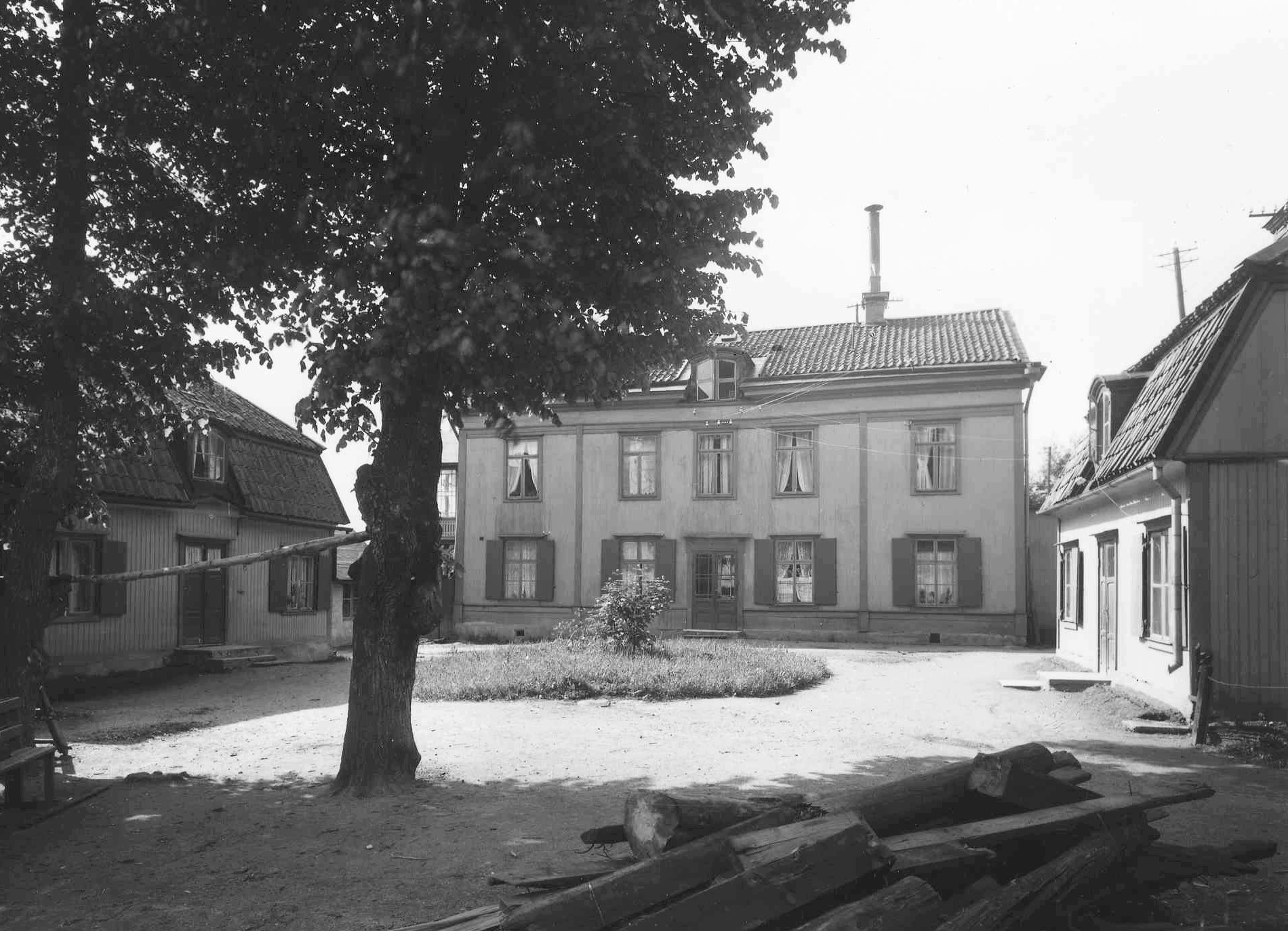
Mariehälls gård, 1940-tal.

Mariehälls gård har haft många ägare under årens lopp och var från början torp under Bällsta gård. Generalauditören Jonas Arnell (1701–1778), ägde Mariehälls gård fram till 1778. Därefter ägdes Mariehälls gård 1778–1781 av Jonas Arnells brorson, major Lars Arnell (1731–1790). Åren 1781-1787 var Melchior Eichhorn ägare till gården. Han förvärvade egendomen Brostugan 1781 och byggde ett sommarställe med namn efter sin hustru Maria, som nu är Mariehäll. Efter Melchior Eichhorns död 1787 ägde hans son Christoffer Eichhorn och hans änka Maria Eichhorn ägde gården 1787-1792. I samband med en nedgång för saffiansfabriken var mor och son Eichhorn tvungna att sälja gården redan 1792, strax efter det att huvudbyggnaden stod klar. Köpare var kamreraren Erik Isberg, som 1792-1800 ägde gården. Han utökade Mariehälls areal betydligt genom förnyat köp från Bällsta säteri.
Erik Isberg sålde gården 1800 till änkefru Maria Dimander, som ägde den mellan 1800 och 1810. Änkefru Maria Dimander sålde efter tio år gården till brukspatronen Peter Lundgren Johansson, som drev ett sockerbruk på platsen för nuvarande Sergels torg. Peter Lundgren-Johansson ägde gården 1810-1813, eftersom han avled redan tre år senare och 1816 sålde hans arvingar gården till överstelöjtnanten Johan Jacob Burman (1771-1824), som ägde gården 1816-1818. I motsats till de tidigare ägarna använde han Mariehäll som året runt-bostad och inte bara som sommarnöje. Hans vistelse på gården skulle emellertid bli kort. Nästa ägare, åren 1818-1820, var översten och generaladjutanten Daniel Wilhelm von Fieandt (1779-1833), bodde på gården endast till år 1820, då den förvärvades av den förmögne stockholmsbryggaren Pehr Conrad Carlbrecht (eller Karlbrecht).
Gården vandrade sedan genom flera händer tills den gick 1870 till kabinettskammarherren greve Axel Ture Gabriel Oxenstierna, som var arkivarie hos kungen. Löfström fortsatte dock att sköta Mariehälls stora jordbruk på arrende, också sedan han blivit ägare av Sundbybergs gård. Oxenstierna var ägare av gården åren 1863–1875. Han ägde även Värnbergs herrgård i Roslagsbro socken utanför Norrtälje, men Mariehäll förblev hans sommarställe till hans död 1875. Åren 1875–1876 ägdes gården av hans arvingar. Den gamla gården upplevde under denna period en sista storhetstid. Corps-de-logiet tillbyggdes på gaveln med en veranda i schweizerstil  och nya byggnader uppfördes. 
Åren 1875-1876 ägdes gården av Oxenstiernas arvingar och därefter åren 1876-1878 av bankdirektör Göthrik Gihl och kommissionslantmätare Erik Backman. 1878 förvärvades fastigheten av Anders Petter Löfström, Sundbybergs köpings grundare, som ägde gården 1878-1884 och inom vars familj Mariehäll stannade till 1916. 1884-1887 innehades gården av körsnär D. Forsell och 1887-1895 av Anders Petter Löfström. Under 1880-talet kom den första industrin till Mariehäll. Löfström sålde av en del mark och tomter. Löfström startade och drev Mariehälls Tegelbruk under åren 1895-1907. Tegelbruket var en industri som anlades på mark nordost om själva gården. På Kratsboda ägor startade 1885 körsnären D. Forsell en hattfabrik som på sin tid var Brommas största företag. Vid sekelskiftet 1900 fanns inom området cigarrfabriken Skandinavien samt Fredfors maskinfabrik och från 1903 en skofabrik. Körsnären D. Forsell bodde på Mariehäll under tre år.
År 1892 uppläts Mariehälls gård åt "Föreningen för vård av fallandesjuka, sinnesslöa barn” (Margaretahemmet). Gården uppgavs vara ”sunt belägen och omgiven av barrskog samt ansågs för ändamålet lämplig." Den högtidliga invigningen skedde i närvaro av drottning Sofia och prins Carl. Platsantalet 30 barn, visade sig efter några år otillräckligt. År 1902 överfördes därför denna verksamhet till Åkeshovs herrgård i Bromma.

## Gården på 1900-talet
Mellan 1895 och 1907 ägdes gården av Mariehälls Tegelbruk, Anders Petter Löfström. Därefter ägdes Mariehälls gård 1907-1916 av hans son Elis Löfström, som var disponent på tegelbruket. 1916 förvärvades Mariehälls gård av inspektorn Sigfrid Josef Gustafsson, som två år senare sålde fastigheten till fröken Frida Jönsson, för att 1937 återköpa den. 1918-1937 innehades gården av fröken Frida Jönsson och 1937-1952 av inspektorn Sigfrid Josef Gustafsson igen.
Under den tid då bröderna Gustafsson ägde gården genomgick den kraftiga ombyggnader. Varje våningsplan uppdelades i flera mindre bostadslägenheter. I det närmaste utplånades fullständigt alla äldre inredningsdetaljer. I hans familj skulle den stanna till 1974, då det som då var kvar av gården köptes av Stockholms stad för rivning. Underhållet av fastigheten var eftersatt. År 1987 räddades gården från rivningshot och förfall av BK Beräkningskonsulter AB, då de köpte fastigheten av Stockholms stad. Samarbete inleddes med arkitekten Carl Michael Johannesson, som drog upp planer för hur såväl byggnaderna som den omgivande marken skulle utformas. Saneringen av Mariehälls gård påbörjades 1987 och var klar 1990. Idag är Mariehälls gård exteriört återställd till det ursprungliga.
Mariehälls gård är sedan 2010 ombildat till boende i Bostadsrättsföreningen Herrgården i Mariehäll. Huvudbyggnaden rymmer sex lägenheter och de två friliggande flyglarna är varsin bostadsrätt.
Bostäderna i flyglarna består av två våningar om drygt 90 m².

## Nutida bilder

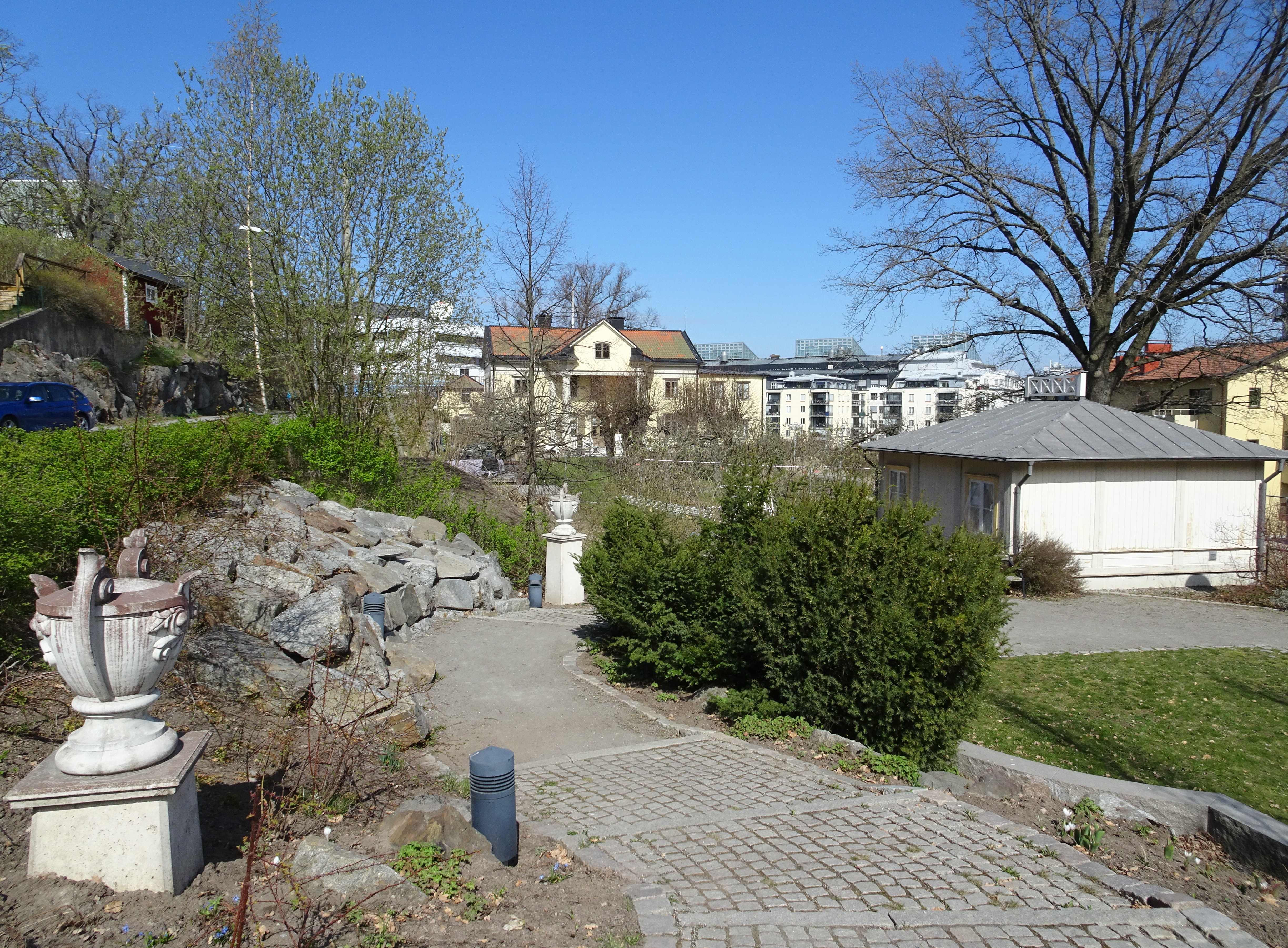
Anläggningen sedd från Bällstavägen.
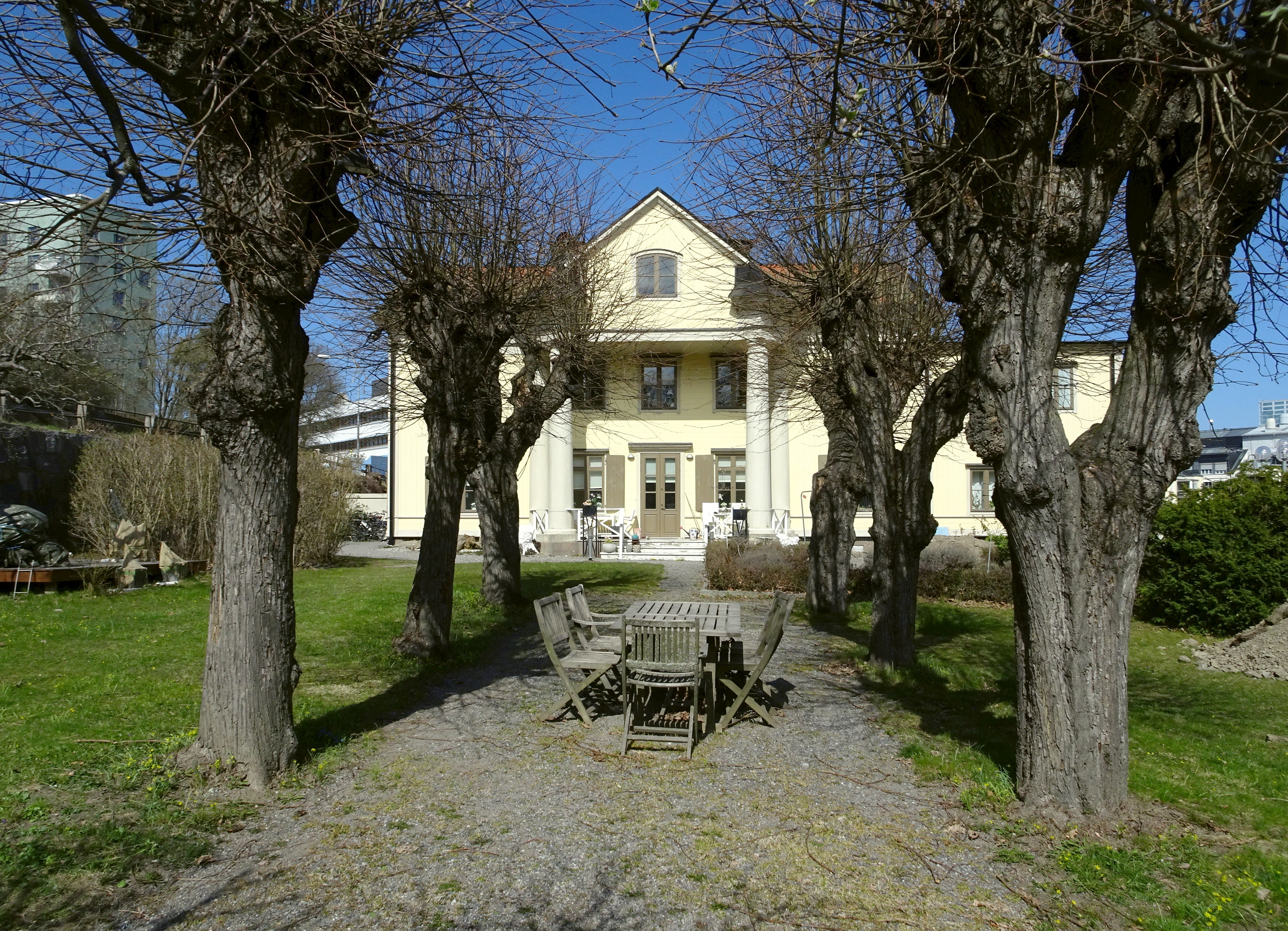
Huvudbyggnaden mot söder.
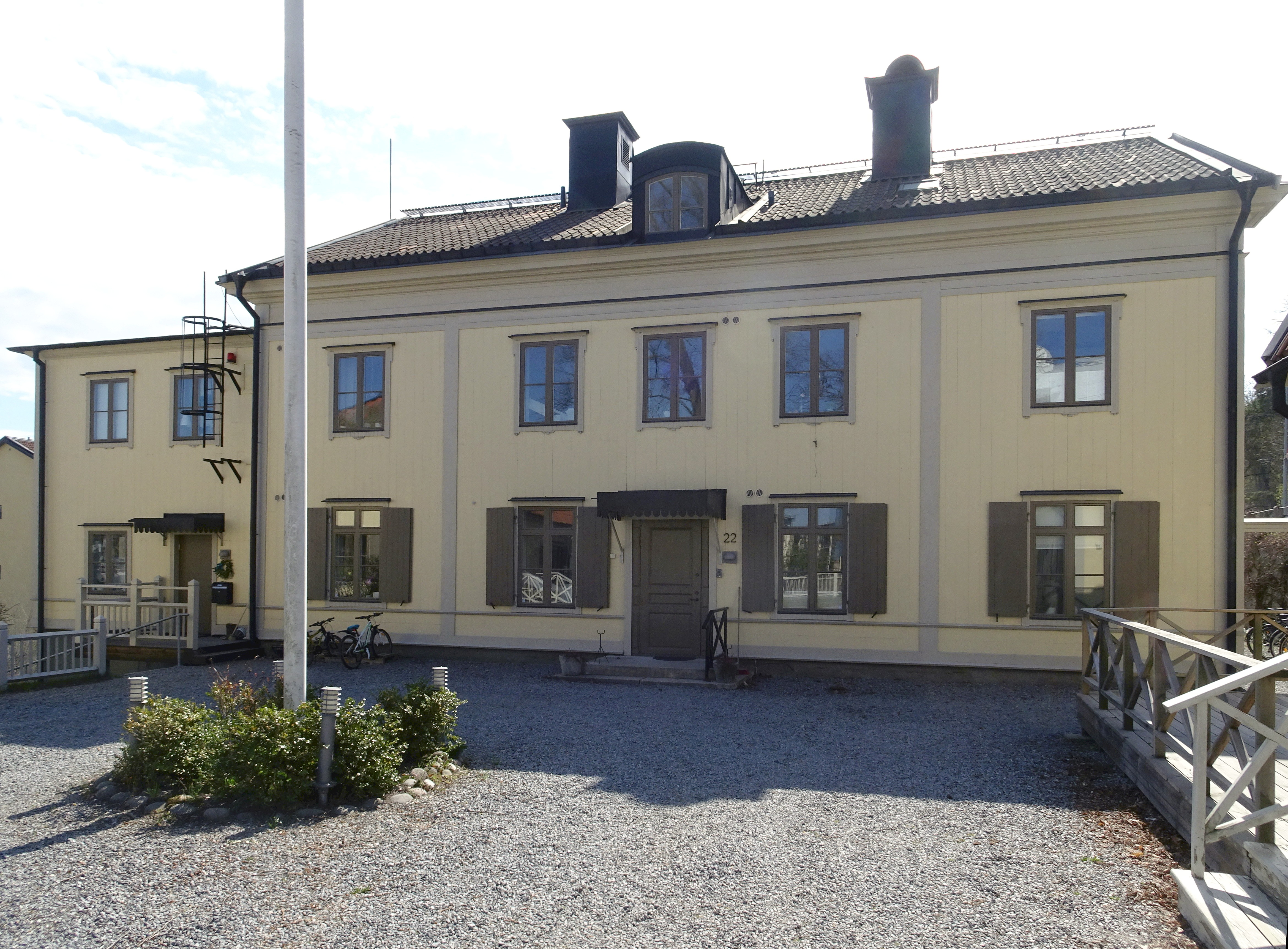
Huvudbyggnaden mot norr.
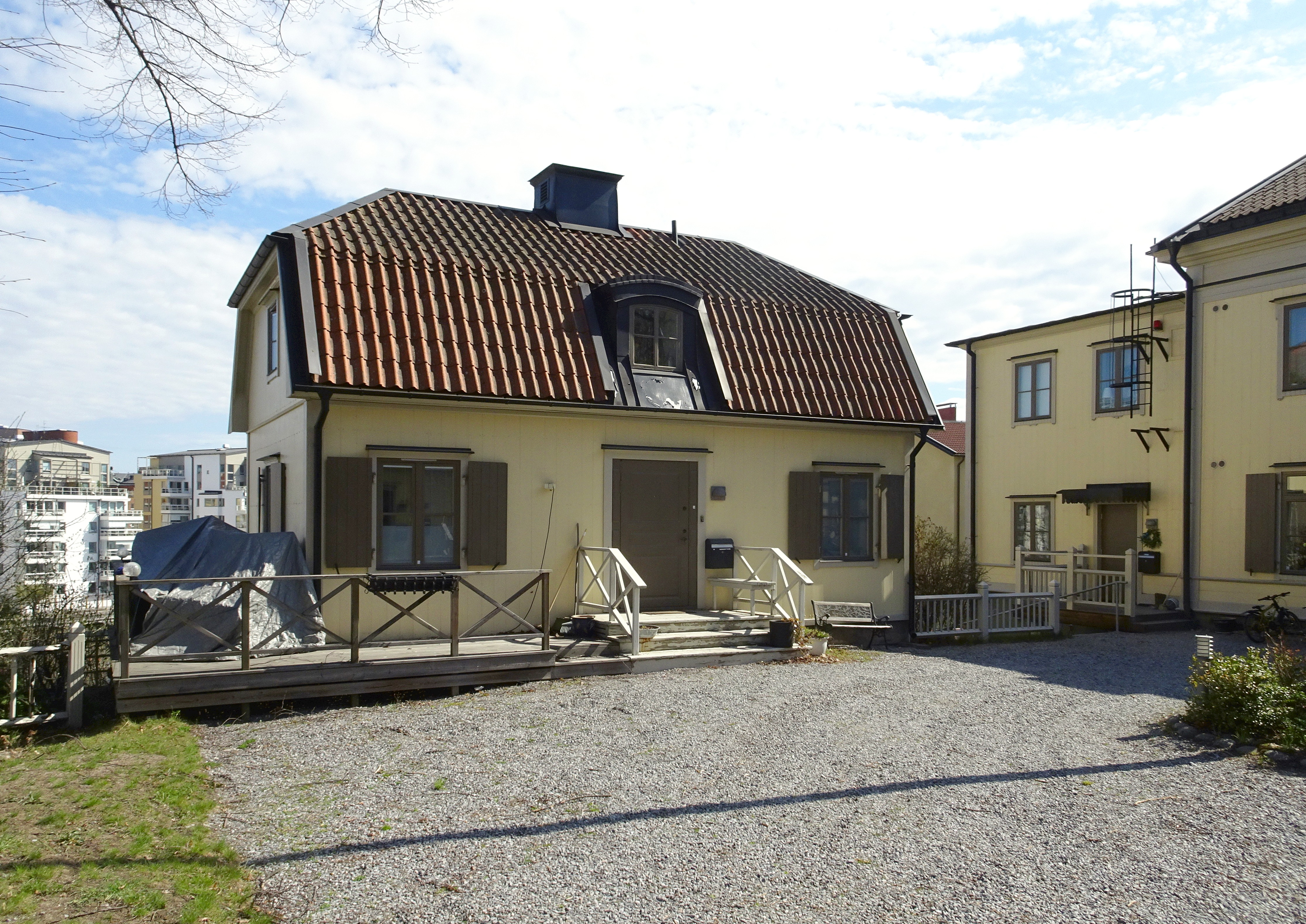
Östra flygeln.
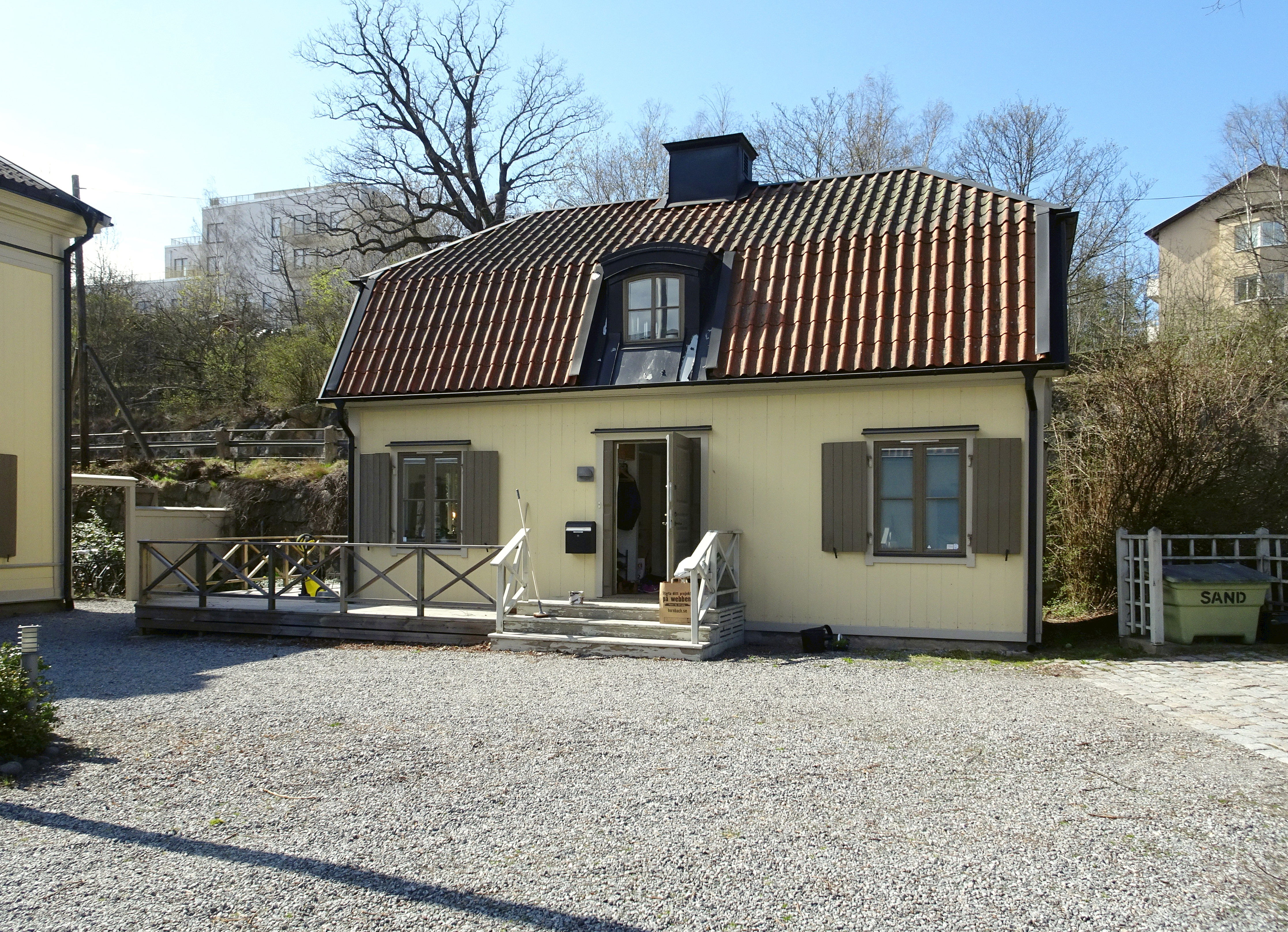
Västra flygeln.